# Estrutura fina

Estrutura fina do hidrogênio: influência da quebra de degenerecência do nível de energia n = 2 na linha α-Lyman.

Em física atômica, a estrutura fina da raia espectral de um átomo corresponde ao seu desdobramento (separação) em outras linhas de frequências próximas, detectáveis através de um espectroscópio de boa resolução.
Esta estrutura pode ser explicada através da física quântica; devido a quebra parcial da degenerescência de um nível de energia do modelo de Bohr em resultado a três tipos de correções:
- o acoplamento do momento magnético de spin do elétron com campo magnético gerado por seu movimento (momento magnético orbital);
- a consideração do movimento relativístico do elétron;
- O efeito zitterbewegung.

A descoberta da estrutura fina do átomo de hidrogênio concedeu o Nobel de Física à Willis Eugene Lamb em 1955.
Estruturas de nível fino podem ser desdobradas também devido a interação com o momento magnético do núcleo (estrutura hiperfina).

## Correção relativística escalar
Classicamente, o termo da energia cinética é:
{\displaystyle T={\frac {p^{2}}{2m}}}
Entretanto, quando consideramos a relatividade especial, devemos utilizar a forma relativística da energia cinética,
{\displaystyle T={\sqrt {p^{2}c^{2}+m^{2}c^{4}}}-mc^{2}}
onde o primeiro termo é a energia relativística total, e o segundo termo a energia de repouso do elétron. Expandindo a expressão encontramos:
{\displaystyle T={\frac {p^{2}}{2m}}-{\frac {p^{4}}{8m^{3}c^{2}}}+\dots }
Então, a correção de primeira ordem ao Hamiltoniano é
{\displaystyle H'=-{\frac {p^{4}}{8m^{3}c^{2}}}}
Utilizando isso como uma perturbação, podemos calcular as correções de energia de primeira ordem devido aos efeitos relativísticos.
{\displaystyle E_{n}^{(1)}=\langle \psi ^{0}\vert H'\vert \psi ^{0}\rangle =-{\frac {1}{8m^{3}c^{2}}}\langle \psi ^{0}\vert p^{4}\vert \psi ^{0}\rangle =-{\frac {1}{8m^{3}c^{2}}}\langle \psi ^{0}\vert p^{2}p^{2}\vert \psi ^{0}\rangle }
onde {\displaystyle \psi ^{0}} é a função de onda não perturbada. Retornando ao Hamiltoniano não perturbado, vemos que
{\displaystyle H^{0}\vert \psi ^{0}\rangle =E_{n}\vert \psi ^{0}\rangle }
{\displaystyle \left({\frac {p^{2}}{2m}}+V\right)\vert \psi ^{0}\rangle =E_{n}\vert \psi ^{0}\rangle }
{\displaystyle p^{2}\vert \psi ^{0}\rangle =2m(E_{n}-V)\vert \psi ^{0}\rangle }
Podemos utilizar esse resultado para calcular também a correção relativística:
{\displaystyle E_{n}^{(1)}=-{\frac {1}{8m^{3}c^{2}}}\langle \psi ^{0}\vert p^{2}p^{2}\vert \psi ^{0}\rangle }
{\displaystyle E_{n}^{(1)}=-{\frac {1}{8m^{3}c^{2}}}\langle \psi ^{0}\vert (2m)^{2}(E_{n}-V)^{2}\vert \psi ^{0}\rangle }
{\displaystyle E_{n}^{(1)}=-{\frac {1}{2mc^{2}}}(E_{n}^{2}-2E_{n}\langle V\rangle +\langle V^{2}\rangle )}
Para o átomo de hidrogênio, {\displaystyle V={\frac {e^{2}}{r}}}, {\displaystyle \langle V\rangle ={\frac {e^{2}}{a_{0}n^{2}}}}, and {\displaystyle \langle V^{2}\rangle ={\frac {e^{4}}{(l+1/2)n^{3}a_{0}^{2}}}} onde {\displaystyle a_{0}} é o raio de Bohr, {\displaystyle n} é o número quântico principal e {\displaystyle l} é o número quântico azimutal. Assim, a correção para o átomo de hidrogênio é
{\displaystyle E_{n}^{(1)}=-{\frac {1}{2mc^{2}}}\left(E_{n}^{2}-2E_{n}{\frac {e^{2}}{a_{0}n^{2}}}+{\frac {e^{4}}{(l+1/2)n^{3}a_{0}^{2}}}\right)=-{\frac {E_{n}^{2}}{2mc^{2}}}\left({\frac {4n}{l+1/2}}-3\right)}

## Interação spin-órbita
Na inclusão introdutória do spin na função de onda de Schrodinger, supõe-se que as coordenadas do spin são independentes das coordenadas do espaço de configuração.
Assim, a função de onda total é escrita como uma função de produto.
{\displaystyle \Psi _{\text{total}}=\psi _{nlm}(r,\theta ,\phi ).\chi (spin).e^{-iE_{n}t/\hbar }}
{\displaystyle \Psi _{\text{total}}={\Bigg |}R_{nl}.e^{-i.E_{n}{\frac {t}{\hbar }}}{\Bigg \rangle }.|l,m\rangle .|s,m_{s}\rangle } (P)
A suposição feita acima implica que não existe interação entre L e S, i.e {\displaystyle \lfloor {\hat {L}},{\hat {S}}\rfloor =0}
Neste caso, {\displaystyle \Psi _{\text{total}}} é uma auto-função de ambos {\displaystyle L_{z}} e {\displaystyle S_{z}}  e portanto {\displaystyle m_{l}} e {\displaystyle m_{s}} são bons números quânticos; em outras palavras, as projeções de {\displaystyle {\vec {L}}} e {\displaystyle {\vec {S}}} são constantes do movimento.
Mas na verdade existe uma interação entre {\displaystyle {\vec {L}}} e {\displaystyle {\vec {S}}} chamada interação Spin-Órbita expressa em termos da grandeza {\displaystyle {\vec {L}}.{\vec {S}}}.
Dado que {\displaystyle {\vec {L}}.{\vec {S}}} não comuta quer com {\displaystyle {\vec {L}}} ou com {\displaystyle {\vec {S}}}, a equação (P) torna-se incorreta e {\displaystyle m_{l}} e {\displaystyle m_{s}} deixam de ser bons números quânticos. 
Nós imaginamos a interação spin-órbita como o momento magnético spin estacionária interagindo com o campo magnético produzido pelo núcleo orbitante.
No sistema de referência de repouso do electrão, há um campo eléctrico
{\displaystyle {\vec {\varepsilon }}={\frac {Ze}{r^{2}}}{\hat {r}}}
Onde {\displaystyle {\hat {r}}} dirige‐se do núcleo em direção ao electrão. 
Assumindo que {\displaystyle {\vec {v}}} é a velocidade do electrão no sistema de referência de repouso do núcleo, a corrente produzida pelo movimento nuclear é: 
{\displaystyle {\vec {j}}=-{\frac {Ze}{c}}{\vec {v}}}
No sistema de referência de repouso do electrão.
Portanto
{\displaystyle {\vec {H}}_{e}=-{\frac {Ze}{c}}{\frac {{\vec {v}}\wedge {\hat {r}}}{r^{2}}}=-{\frac {1}{c}}{\vec {v}}\wedge {\vec {\varepsilon }}}
O momento de spin do electrão realiza um movimento precessional neste campo com frequência de Larmor:
{\displaystyle {\vec {\omega }}_{e}=\gamma {\vec {H}}_{e}=-{\frac {e}{m_{0}c^{2}}}{\vec {v}}\wedge \varepsilon }
Com energia potencial
{\displaystyle E_{e}=-{\vec {\mu }}_{s}.{\vec {H}}_{e}=-{\vec {\omega }}_{e}.{\vec {S}}}
As equações acima são válidas no quadro de referência de repouso electrão.
A Transformação para o sistema de referência de repouso do núcleo introduz um fator de ½ - chamado o fator de Thomas. [Isto pode ser mostrado, calculando o tempo dilatado entre os dois sistemas de referência em repouso].
Portanto, um observador no sistema de referência de repouso do núcleo poderia observar o electrão a realizar um movimento de precessão com uma velocidade angular de
{\displaystyle {\vec {\omega }}_{L}=-{\frac {e}{2m_{0}c^{2}}}{\vec {v}}\wedge {\vec {\varepsilon }}} (T)
e por uma energia adicional dada por
{\displaystyle \Delta E=-{\frac {1}{2}}{\vec {\omega }}_{e}.{\vec {S}}}
As duas Eqs acima podem ser colocadas em uma forma mais geral, restringindo o V ser qualquer potencial central com simetria esférica.
De forma que
{\displaystyle {\vec {F}}=-{\hat {r}}{\frac {\partial V}{\partial r}}=e{\vec {\varepsilon }}}
e então
{\displaystyle {\vec {v}}\wedge {\vec {\varepsilon }}={\frac {1}{e}}{\frac {\partial V}{\partial r}}{\vec {v}}\wedge {\vec {r}}={\frac {1}{em_{0}}}{\frac {1}{r}}{\frac {\partial V}{\partial r}}{\vec {L}}}
A equação (T) torna-se então
{\displaystyle {\vec {\omega }}_{L}=+{\frac {1}{2m_{0}^{2}c^{2}}}{\frac {1}{r}}{\frac {\partial V}{\partial r}}{\vec {L}}}
E a energia adicional  
{\displaystyle \Delta E=+{\frac {1}{2m_{0}^{2}c^{2}}}{\frac {1}{r}}{\frac {\partial V}{\partial r}}{\vec {L}}.{\vec {S}}}
O produto escalar
{\displaystyle {\vec {L}}.{\vec {S}}=m\hbar s}
Para spin = ½
{\displaystyle {\vec {L}}.{\vec {S}}=m\hbar .{\frac {1}{2}}\hbar ={\frac {1}{2}}m\hbar ^{2}}
A separação energética se torna então
{\displaystyle |\Delta E|={\frac {\hbar ^{2}m}{4m_{0}^{2}c^{2}}}{\frac {1}{r}}{\frac {\partial V}{\partial r}}}
Para o potencial de Coulomb a separação energética pode ser aproximada por:
{\displaystyle \Delta E={\frac {\lambda _{c}^{2}mZe^{2}}{r^{3}}}}
Onde {\displaystyle \lambda _{c}={\frac {h}{m_{o}c}}} é o comprimento de onda de Compton
{\displaystyle \lambda _{c}={\frac {h}{m_{o}c}}} ou {\displaystyle {\frac {\lambda _{c}}{2\pi }}}
Um resultado útil no cálculo é citado sem prova. O valor médio de {\displaystyle {\frac {1}{r^{3}}}} i.e.
{\displaystyle {\Bigg \langle }{\frac {1}{r^{3}}}{\Bigg \rangle }={\frac {Z^{2}}{a_{o^{2}}n^{2}l{\Bigg (}l+{\frac {1}{2}}{\Bigg )}(l+1)}}}
para {\displaystyle l\neq 0}
De modo que a separação energética se torna
{\displaystyle \Delta E={\frac {{\bar {\lambda }}_{c}^{2}m_{i}Z^{3}e}{a_{0}^{2}n^{2}{\textbf {l}}({\textbf {l}}+1/2)({\textbf {l}}+1)}}}
para {\displaystyle l\neq 0}